# Přikapávací nálevka

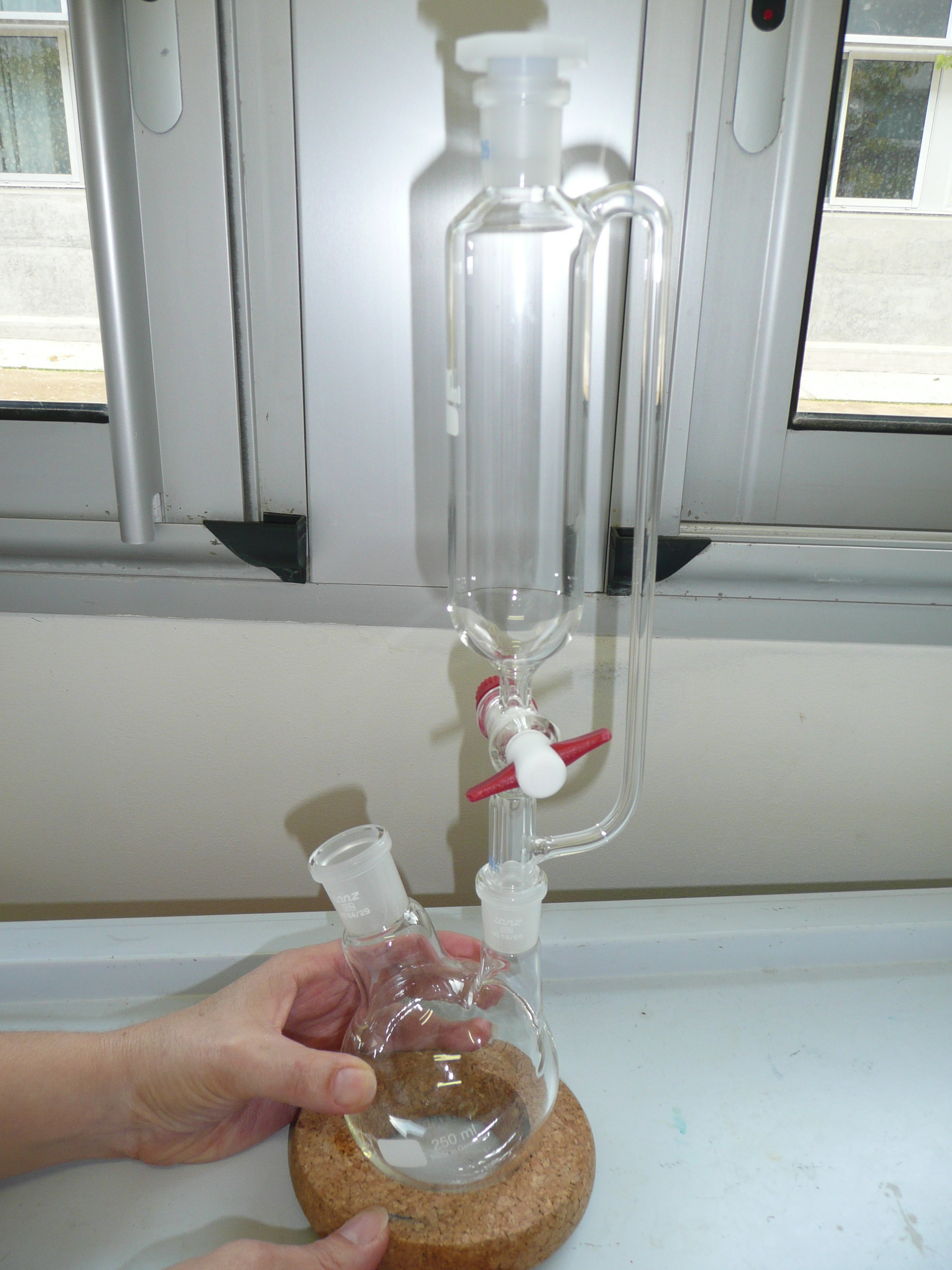
Přikapávací nálevka s obtokem, uzavřená zábrusovou zátkou a nasazená na varnou dvouhrdlou baňku

Přikapávací nálevka s obtokem a bez obtoku

Přikapávací nálevka je speciálním druhem dělicí nálevky. Jedná se o kus laboratorního nádobí, vyrobený z borosilikátového skla (chemická a teplotní odolnost), používaný pro řízené přidávání reaktantu (přikapávání) do reakční směsi.
Válcové tělo je opatřeno stupnicí pro odečítání změny objemu a tedy i rychlosti dávkování. Na horním konci je opatřena zábrusem, na dolním konci zábrusem nebo stopkou. Horní konec je uzavřen zábrusovou zátkou, dolní konec se zábrusem nasazuje na horní konec aparatury, v případě zakončení stopkou tato zasahuje pod okraj aparatury. Z boku je doplněna obtokem – trubičkou na vyrovnávání tlaku.